# 斯維斯拉奇區
斯維斯拉奇區，又按俄语名译为斯維斯洛奇區（羅馬化：Svislochskiy rayon），是白俄羅斯西北部格羅德諾州的一個區，行政中心为斯維斯拉奇，面積1,449.53平方公里，2009年人口19,539，人口密度每平方公里13.51人。